# Neurolyse
La neurolyse est la destruction d'une cellule nerveuse, notamment par apoptose ou par des leucocytes ou des cellules gliales qui l'ont envahie et l'ont phagocytée.
Elle désigne également l'opération chirurgicale consistant à libérer un nerf lorsque celui-ci est comprimé par une adhérence pathologique. Deux techniques existent : 
- la neurolyse tronculaire qui libère globalement le nerf, dans toute sa circonférence, lorsqu'il est étouffé par du tissu fibreux dû à une lésion des tissus avoisinants
- la neurolyse fasciculaire enlève sous microscope, lorsque le nerf est lésé, le tissu fibreux qui étouffe chacun des filets qui le composent.